# Trops Futebol Clube
Trops Futebol Clube Sociedade Simples Ltda, mais conhecido como apenas Trops Futebol Clube, é um núcleo de formação de futebol com sede em Niterói, no estado do Rio de Janeiro, fundado em 2007, voltado ao desenvolvimento de jovens atletas e escolinha com atividades desde os 4 anos de idade.

## História
O Trops iniciou suas atividades como escola de futebol em 2007 e inaugurou o Centro de Formação de Atletas do Trops (CEFAT) em 2013. O espaço ocupa cerca de 80 000 m², com três campos (dois oficiais de 105 × 68 m e um reduzido), piscina, academia, 23 suítes climatizadas, arquibancada coberta para mil pessoas, salão multimídia, churrasqueira, lavanderia, mezanino para filmagem e estacionamento.
Em 2017, teve sua celebração dos 10 anos destacada com cerca de 350 alunos presentes e cerca de 20 atletas formados que migraram para as categorias sub‑11 a sub‑16 do Botafogo.
Em 2019, atletas do Trops conquistaram medalhas de ouro na Norway Cup (sub-14) com destaque para Lucas Vargas, artilheiro e melhor jogador da competição.
A escolinha atende aproximadamente 400 jovens entre 4 e 17 anos, com equipes competitivas nas categorias de base municipais e internacionais.

## Relação com o Botafogo
Desde 2015, o Botafogo utiliza o CEFAT para pré-temporadas e manda oficialmente suas categorias Sub‑15, Sub‑17 e Sub‑20 no local. Em março de 2021 foi firmado acordo para uso do espaço durante dois anos; em 15 de março de 2024, esse contrato foi renovado por mais 10 anos, reconhecendo a Trops como núcleo oficial do clube em Niterói.

### Jogadores formados
- Matheus Nascimento – nasceu em Niterói, começou no Trops aos 8 anos e ingressou na base do Botafogo em 2015; hoje profissional do clube.
- Valim, Kauê Leonardo, Vargas, Caio Valle, Miguel Caldas e Luiz Alberto – revelados pelo Trops e integrados às categorias de base do Botafogo na parceria renovada de 2024.[7]

## Títulos
Esses são todos os títulos encontrados do Trops:
- Norway Cup Sub-14: 2019
- Campeonato Niteroiense Sub-09: 2012, 2014, 2015, 2018, 2022, 2023, 2024
- Campeonato Niteroiense Sub-10: 2022, 2024
- Campeonato Niteroiense Sub-11: 2014, 2016, 2017, 2022
- Campeonato Niteroiense Sub-12: 2022, 2023
- Campeonato Niteroiense Sub-13: 2012, 2018, 2022
- Campeonato Niteroiense Sub-14: 2023, 2024
- Campeonato Niteroiense Sub-15: 2015, 2017
- Campeonato Niteroiense Sub-17: 2023
- Copa Niterói Mirim: 2010
- Copa Niterói Sub-11: 2012, 2015, 2018, 2019
- Copa Niterói Sub-13: 2014, 2017, 2018
- Copa Niterói Sub-15: 2012, 2013, 2015, 2018, 2019
- Fraldinha: 2010